# Буковецький водоспад
Букове́цький водоспа́д — водоспад в Українських Карпатах (масив Покутсько-Буковинські Карпати). Розташований у межах Верховинського району Івано-Франківської області, на північній околиці села Буковець. 
Водоспад розташований на безіменному маловодному потоці, який є правою притокою річки Рибниці. Висота перепаду води — бл. 6 м. Вода у водоспаді стікає 3 каскадами по скелі флішового типу. За 400 м нижче по течії розташований водоспад Буковецький Нижній (2 м).
Водоспад легкодоступний, але маловідомий. 